# アイスランド防空システム

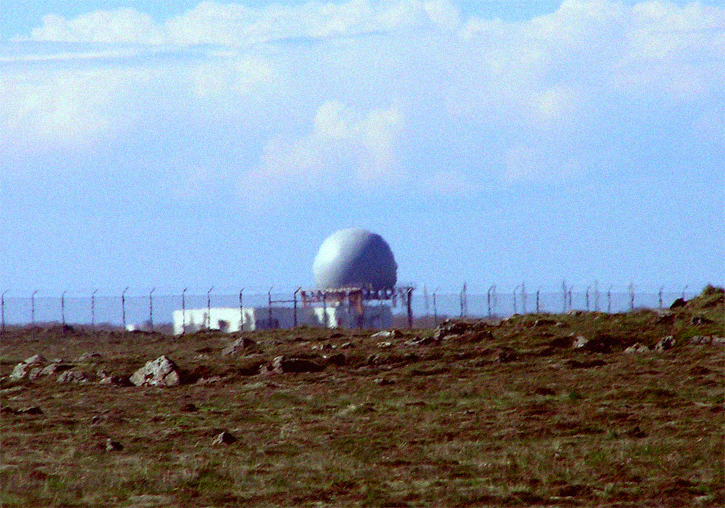
アイスランド防空レーダーサイト

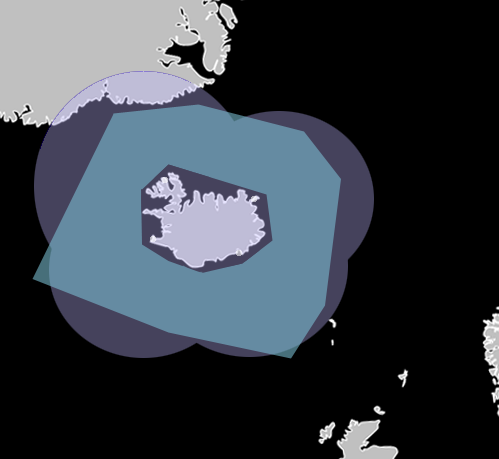
アイスランド防空システムのレーダー探知範囲と防空圏。
防空圏
おおよそのレーダー探知範囲

アイスランド防空システム（アイスランド語: Íslenska Loftvarnarkerfið）は、アイスランドにおいてその領空を防衛することを主たる任務とする組織である。1987年にアイスランド外務省のもとで設立され 、2009年から2011年の間にアイスランド防衛庁の傘下に属した。現在はアイスランド沿岸警備隊が運用している。 レーダーサイト4か所、 ソフトウェア支援施設、指揮管制センターを有する。2008年現在、この機関は敵地攻撃能力を保有していないが、航空交通を監視し、アイスランド領空を警備しているNATOの要撃機の誘導などの任務を行なっている。 
米国務省のウェブサイト（2008年8月更新の公共外交）によると、アイスランド政府の2008年度予算のうち防衛予算は初めて820万米ドルとなった。この防衛予算は協力的防衛活動の支援、アイスランドでの軍事演習、および防衛関連施設の維持管理に充てられる。 2010年初頭には、アイスランド航空防衛局は25人の隊員を抱えていると報告した。